# Granulometría óptica
La granulometría óptica es el proceso de medición de diferentes tamaños de grano en un material granular basado en una fotografía.

Se ha creado tecnología para analizar una fotografía y crear estadísticas basadas en lo que retrata la imagen. Esta información es vital para mantener la maquinaria en diversos comercios en todo el mundo. Las compañías mineras pueden usar la granulometría óptica para analizar rocas inactivas o móviles para cuantificar el tamaño de estos fragmentos..  Las empresas forestales pueden concentrarse en los tamaños de astillas de madera sin detener el proceso de producción y minimizar los errores de tamaño.
Con la producción de más tecnologías de fotoanálisis, las compañías mineras han mostrado un mayor interés en este tipo de sistemas debido a su capacidad para mantener la eficiencia en todo el proceso minero. Las compañías están ahorrando millones de dólares anualmente debido a esta nueva tecnología, y están reduciendo los costos de mantenimiento de los equipos.
Para que la granulometría óptica sea completamente exitosa, se debe tomar una foto precisa, con suficiente iluminación y utilizando la tecnología adecuada, para obtener resultados cuantificados. Si se cumplen estos requisitos, se puede implementar un sistema de análisis de imágenes.

## El proceso
El software utiliza cuatro pasos básicos para determinar el tamaño promedio del material:

Paso 1: Tomar una foto: una muestra del material que desea medir.

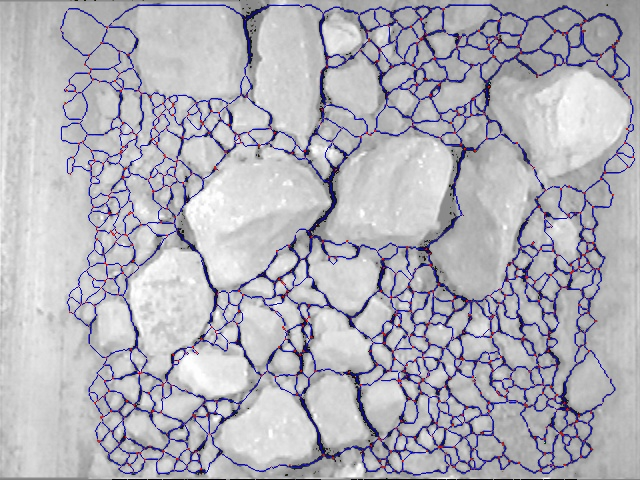
Paso 2: Detección de bordes: al completar un proceso de detección de bordes, el software puede determinar los distintos tamaños de material en la foto

Paso 3: Tamiz virtual: la relación entre la longitud y la anchura se mide en este paso del proceso. Los tamaños de partículas individuales se miden instantáneamente.

Paso 4: Salida gráfica: en este paso, los datos estadísticos y la distribución de tamaño se trazan en una forma fácil de leer para los operadores.

Vea el artículo de Wikipedia en Análisis de fotografías para ver cómo las compañías mineras, forestales y agrícolas están utilizando esta tecnología para mejorar las técnicas de control de calidad.